# Palm Pre
Palm Pre és un smartphone amb pantalla tàctil dissenyat i comercialitzat per Palm, Inc.. És un dispositiu amb característiques multimèdia i amb un programari basat fortament en la connectivitat amb la Internet. És el primer telèfon mòbil en disposar del microprocessador Texas Instruments OMAP 3430. Palm Pre va ser presentat per Jon Rubinstein al Consumer Electronics Show de 2009.